# Dragon Quest
Dragon Quest – seria japońskich komputerowych gier fabularnych zaprojektowanych przez Yūjiego Horii, wydana w latach 1986-2017.
W skład serii wchodzą:
- Dragon Quest (1986)
- Dragon Quest II (1987)
- Dragon Quest III (1988)
- Dragon Quest IV: Chapters of the Chosen (1990)
- Dragon Quest V (1992)
- Dragon Quest VI (1995)
- Dragon Quest VII (2000)
- Dragon Quest VIII: Journey of the Cursed King (2004)
- Dragon Quest IX (2009)
- Dragon Quest X  (2012)
- Dragon Quest XI  (2017)